# 密室的祭品
《密室的祭品》是一款由INTENSE开发 D3PUBLISHER INC发行一款文字冒险游戏，于2010年2月4日在PSP平台发布，switch版和pc版于2020年2月17日发布

## 玩法
《密室的祭品》是一款文字冒险游戏，玩家在每个阶段可以选择五条路线，扮演路线中的女主，每个阶段的路线选择会导致最终结局的不同，游戏分为两种模式，一个是故事，故事部分基本上是玩家操作部分不多，在文本框上看角色之间的对话和主角内心独白，另一个是解密，玩家需要探索场景，寻找关键道具，去解开谜题。

## 角色

### 主角
米琪（Miki，配音：真堂圭）
15岁，身高157cm。她是一名跳高运动员，擅长运动，前途无量，但因伤放弃了。
阿纳斯塔西娅（Анастасиа，配音：喜多村英梨）
16岁，身高164cm，由于她可爱的外表，她经常成为人们圈子的中心，因此是一个非常骄傲的女孩。
奥尔加（Ольга，配音：伊藤静）
17岁，身高171cm，有着银色长发的聪明少女。作为名医的独生女，从小接受严格教育的优等生。具备基本的医学知识。他是这个团体的领导者。
库洛埃（Chloe，配音：野上由加奈）
16岁，身高163cm，屡次用黑客技术黑掉管理局服务器的少女。拥有天才的头脑和判断力，为了达成目的不择手段。
依托卡（jitka，配音：大龟明日香）
17岁，身高160cm，一个总是紧张的女孩。而其身份也笼罩在神秘之中。

## 衍生作品
衍生作品相比本作，氛围比较轻松，更加和美少女游戏靠边
密室的祭品～依托卡：密闭设备的逃出～
于2010年10月21日于psp平台发布，玩家将会扮演失忆的男主角帮助依托卡从这个密室中逃出
密室的祭品～米琪：高度紧张的夜晚～～
于2011年4月21日于psp平台发布，玩家将会扮演一个扫地机器帮助米琪逃离体育馆，此作的相对于主线是之前发生的，此时米琪还是一个乐观的少女